# Щецинська затока
53°48′16″ пн. ш. 14°08′25″ сх. д. / 53.804444444444° пн. ш. 14.140277777778° сх. д.
Щецинська зато́ка (пол. Zalew Szczeciński, нім. Stettiner Haff, Oderhaff, Pommersches Haff) — лагуна в гирлі річки Одри. Від Поморської бухти Балтійського моря відділена островами Узедом (Узнам) і Волін. Має поділ на Малу затоку на заході та Велику затоку на сході.
Площа Щецинської затоки становить 687 км², середня глибина — 3.8 м, максимальна глибина — 8.5 метрів, глибина фарватеру — 10.5 м. Довжина зі сходу на захід — 52 км, з півночі на південь — 22 км. Територія затоки розділена між Німеччиною та Польщею. У лагуні міститься близько 2,58 км³ води. Середньорічна температура води — 11 ° C.
94 % води що надходить у лагуну, — від річки Одер, що становить у середньому 17 км³/рік або 540 м³/сек. Усі інші річки вносять у сумі 1 км³/рік. Оскільки надійних даних щодо притоку з Балтійського моря не існує, загальний приплив становить приблизно 18 км³ зі сточища 129 000 км², перебуваючі у лагуні в середньому 55 днів, перш ніж вода потрапляє у Поморську затоку. Протоки Пеенештром, Свіна та Дзівна скидають за 17 %, 69 % та 14 % відповідно.
Середня засоленість становить від 0,5 до 2 ‰, проте в рази більше солоної води проникає через Свіну, підвищуючи солоність до 6 ‰.
З Балтійським морем затоку пов'язують протоки Пеенештром, Свіна та Дзівна. У Щецинську затоку впадають річки Одра, Пене, Царов і Укра. Майже весь берег плоский та порослий очеретом.
Через Щецинську затоку пролягає морський маршрут Свіноуйсце-Щецин.

## Міста
Польща:
- Свіноуйсьце
- Нове Варпно
- Волін

 Німеччина:
- Укермюнде
- Узедом